# 由井村
由井村（ゆいむら）は東京都の南西部、南多摩郡に属していた村。

## 由来
由井郷（由比郷）というのが南北朝時代にありその後北条氏によって由井領（由比領）となった。

## 地理
- 河川：浅川、湯殿川

## 交通
- 鉄道：京王帝都電鉄の長沼駅、北野駅、京王御陵線の片倉駅（現京王高尾線京王片倉駅）および山田駅（現京王高尾線）。横浜線の片倉駅と八王子みなみ野駅は未開業。

## 歴史
- 1878年（明治11年） - 北野村、打越村、西長沼村、小比企村、片倉村、宇津貫村ができる。
- 1884年（明治17年） - 由木村が加わり片倉村に組合村役場が置かれる。
- 1889年（明治22年）4月1日 - 町村制施行により、神奈川県南多摩郡小比企村、片倉村、宇津貫村、北野村、打越村、西長沼村（一部は日野宿に編入）が合併し由井村が成立する。
- 1893年（明治26年）4月1日 - 南多摩郡が北多摩郡、西多摩郡とともに東京府へ編入される。
- 1943年（昭和18年）7月1日 - 東京都制施行。
- 1955年（昭和30年）4月1日 - 横山村、元八王子村、恩方村、川口村、加住村とともに八王子市へ編入される。